# 藤原相尹
藤原 相尹（ふじわら の すけまさ、生没年不詳）は、平安時代中期の貴族。名は助正とも記される。藤原北家九条流、大蔵卿・藤原遠量の子。官位は正四位下・左馬頭。

## 経歴
一条朝の初頭に右近衛少将に任ぜられると、永延3年（989年）左近衛少将を経て、正暦3年（992年）左馬頭に遷る。中関白家に近く、正暦4年（993年）五節に際して、中宮・藤原定子方の舞姫に娘（のちの馬中将）を差し出している。
長徳2年（996年）長徳の変が発生して中関白家の藤原伊周・隆家兄弟が失脚すると、相尹も連座して勅勘を被った。
まもなく許され、約20年の長きに亘って左馬頭を務めた。この間の寛弘元年（1004年）の賀茂臨時祭では祭使を務めている。

## 官歴
- 寛和3年（987年） 3月26日：見右近衛少将[5]
- 永延3年（989年） 3月21日：見五位[5]。7月13日：左近衛少将[5]
- 正暦3年（992年） 8月28日：左馬頭[6]
- 正暦4年（993年） 正月9日：昇殿[5]
- 長徳2年（996年） 4月24日：削殿上簡（長徳の変）[5]
- 寛弘8年（1011年） 7月8日：見四位[7]

## 系譜
- 父：藤原遠量
- 母：藤原有相の娘
- 妻：源高明の四女[2]
  - 女子：馬中将（982-?）[2]